# خانه اکبر جوانمردی
خانه اکبر جوانمردی مربوط به دوره قاجار است و در شیراز، محله گود عربان، کوچه آثار جم واقع شده و این اثر در تاریخ ۱۰ خرداد ۱۳۸۲ با شمارهٔ ثبت ۸۹۹۳ به‌عنوان یکی از آثار ملی ایران به ثبت رسیده است.